# Jerzy Szczepkowicz
Jerzy Szczepkowicz (właśc. Jan Jerzy Szczepkowicz, ur. 25 kwietnia 1940 w Bydgoszczy, zm. 6 stycznia 1997 we Wrocławiu) – polski informatyk, wykładowca, twórca kompilatorów, autor książek o informatyce.
Studiował matematykę na Uniwersytecie Mikołaja Kopernika w Toruniu, gdzie uzyskał tytuł magistra w 1962. Doktor nauk w zakresie oprogramowania systemowego. Następnie swoją karierę zawodową związał z Uniwersytetem Wrocławskim, obejmując stanowisko asystenta w Instytucie Matematycznym, w nowo utworzonym Zakładzie Metod Numerycznych. W jego dorobku znajdują się m.in.:
- 1963–65: konstrukcja translatora i systemu programowania MOST-1 dla komputera ODRA 1003.
- 1967–68: konstrukcja translatora Algolu dla prototypu komputera ODRA 1204.
- 1970: konstrukcja systemu programowania ALGOL 1204 dla komputera ODRA 1204. (wspólnie z Krystyną Jerzykiewicz).
- 1986–90: opracowanie dwóch podręczników Turbo Pascala dla mikrokomputerów klasy IBM PC.
- 1991–96: konstrukcja wielu narzędzi umożliwiających składanie i kodowanie grafiki w systemie emTEX 3.0.

Zginął w wypadku ulicznym.